# Laufamholz
Laufamholz ist seit dem 1. April 1938 ein Stadtteil der kreisfreien Stadt Nürnberg in der Östlichen Außenstadt und sowohl der Name der Gemarkung 3441 als auch der Name des Statistischen Bezirks 94.

## Geographie
Laufamholz liegt östlich von Mögeldorf zwischen der Pegnitz im Norden, der Bahnstrecke Nürnberg–Schwandorf im Süden und der Bundesautobahn 3 im Osten. Laufamholz grenzt an Schwaig b. Nürnberg (Landkreis Nürnberger Land) und die gemeindefreien Gebiete Laufamholzer Forst und Zerzabelshofer Forst, die zum Lorenzer Reichswald gehören. Auf Nürnberger Stadtgebiet liegen die Stadtbezirke Schmausenbuckstraße, Mögeldorf und Erlenstegen in direkter Nachbarschaft.

## Statistische Distrikte
Der Bezirk 94 besteht aus folgenden Distrikten:
940 – Happurger Straße
941 – Unterbürg
942 – Ottensooser Straße, Hammer
943 – Rehhof
944 – Freiland
Laufamholz grenzt im gesamten Norden und im äußersten Südosten an das Landschaftsschutzgebiet Pegnitztal-Ost (LSG-00517.11.) Das Gebiet wird im östlichen Teil im Distrikt Freiland vom Schneidersbach und vom Hülzlgraben durchflossen.

## Geschichte
Zwischen dem Lorenzer Reichswald und der Pegnitz entstanden im Osten Nürnbergs zwei Weiherhäuser, die ursprünglich wie die ansässigen Reichsministerialen „Lauffenholtz“ hießen. Die Flussschnelle am Wald gab ihnen den Namen. Der Reichsdienstmann „Vlricus de Laufenholtz miles“ erschien 1256. Beide nur wenige 100 m auseinanderliegende Sitze nahmen im 15. Jahrhundert die Namen Oberbürg und Unterbürg an, während der Name Laufamholz schließlich auf das Dorf überging, das südlich der Weiher von Oberbürg entstanden war.
Gegen Ende des 18. Jahrhunderts gab es in Laufamholz 40 Anwesen. Das Hochgericht übte die Reichsstadt Nürnberg aus, was aber von den brandenburg-ansbachischen Ämtern Schwabach und Schönberg bestritten wurde. Grundherren waren das Vogtamt Schönberg (3 Güter), die Reichsstadt Nürnberg, das Landesalmosenamt (1 Gut), das Waldamt Laurenzi (1 Zeidelgut, 1 Haus), das Pflegamt Gostenhof (3 Hintersassen), Nürnberger Eigenherren: von Holzschuher (1 Gut), von Löffelholz (21 Anwesen), von Wahler (5 Anwesen), von Welser (3 Anwesen). Der gesamten Gemeinde unterstand das Hirtenhaus. Die Dorf- und Gemeindeherrschaft wurde von den Grundherren gemeinsam ausgeübt.
1796 fiel Laufamholz an Preußen (Justiz- und Kammeramt Burgthann), 1806 wurde es bayerisch. Im Rahmen des Gemeindeedikts wurde 1808 der Steuerdistrikt Laufamholz gebildet, zu dem Hammer, Malmsbach, Mittelbüg, Oberbürg, Schwaig und Unterbürg gehörten. Im selben Jahr entstand die Ruralgemeinde Laufamholz, die deckungsgleich mit dem Steuerdistrikt war. Sie war in Verwaltung und Gerichtsbarkeit dem Landgericht Nürnberg zugeordnet und in der Finanzverwaltung dem Rentamt Fürth. In der freiwilligen Gerichtsbarkeit unterstanden 21 Anwesen von 1825 bis 1835 dem Patrimonialgericht (PG) Gibitzenhof, 3 Anwesen von 1821 bis 1834 dem PG Groß- und Kleingeschaidt und 5 Anwesen bis 1812 und von 1821 bis 1834 dem PG Oberbürg. 1836 wurde die Ruralgemeinde Schwaig gebildet, zu der Malmsbach und Mittelbüg gehörten. 1865 wurde Mühlhof von Erlenstegen nach Laufamholz umgemeindet. Ab 1862 gehörte Laufamholz zum Bezirksamt Nürnberg. Die Gerichtsbarkeit liegt seit 1879 beim Amtsgericht Nürnberg. Die Finanzverwaltung wurde 1871 vom Rentamt Nürnberg übernommen, 1919 in Finanzamt Nürnberg umbenannt. Die Gemeinde hatte 1928 eine Gebietsfläche von 2,933 km².
Am 1. April 1938 erfolgte die Eingemeindung von Laufamholz nach Nürnberg. Heute bildet Laufamholz mit Unterbürg, Oberbürg, Hammer und Freiland den Statistischen Bezirk 94, in dem am 31. Dezember 1997 7162 Einwohner lebten.

### Einwohnerentwicklung

#### Gemeinde Laufamholz
| Jahr      | 1818   | 1840   | 1852   | 1855   | 1861   | 1867   | 1871   | 1875   | 1880   | 1885   | 1890   | 1895   | 1900   | 1905   | 1910   | 1919   | 1925  | 1933   |
| Einwohner | 717    | 636    | 638    | 663    | 618    | 689    | 700    | 693    | 715    | 738    | 719    | 820    | 1021   | 1301   | 1665   | 1799   | 1933  | 2241   |
| Häuser    | 135    | 85     |        |        |        |        | 119    |        |        | 106    |        |        | 140    |        |        |        | 284   |        |
| Quelle    | [ 12 ] | [ 13 ] | [ 14 ] | [ 15 ] | [ 14 ] | [ 14 ] | [ 16 ] | [ 14 ] | [ 14 ] | [ 17 ] | [ 14 ] | [ 14 ] | [ 18 ] | [ 14 ] | [ 14 ] | [ 14 ] | [ 9 ] | [ 14 ] |

#### Ort Laufamholz
| Jahr      | 001818 | 001840 | 001861 | 001871 | 001885 | 001900 | 001925 |
| Einwohner | 242    | 332    | 306    | 358    | 432    | 612    | 1358   |
| Häuser    | 47     | 48     |        |        | 64     | 79     | 145    |
| Quelle    | [ 12 ] | [ 13 ] | [ 15 ] | [ 16 ] | [ 17 ] | [ 18 ] | [ 9 ]  |

### Zeittafel
- Am 27. Januar 1256 erfolgte die erste urkundliche Erwähnung der Brüder „Ulricus und Heinricus de Lauffenholtz“ in einer Kaufurkunde des Klosters Kastl. Sie nannten sich von Lauffenholtz nach der auf dem Holz oberhalb der „Loufe“ – dem Wald an der Stromschnelle der Pegnitz – errichteten befestigten Burg Unterbürg. Der Name Lauffenholtz wurde für das südöstlich der Burg entstehende Dorf übernommen.
- 1296 erfolgte ein erster Hinweis auf das Dorf Laufamholz. Nach Rodungen im 14. Jahrhundert bewirtschafteten die Bauern die Höfe als Erbzinslehennehmer für die Eigenherrschaften der Herren von Lauffenholtz; nach dem 16. Jahrhundert folgten die Nürnberger Patrizier von Löffelholz, von Holzschuher und von Praun als Lehensgeber und Patrimonialgerichtsherren.
- 1492 wurde Laufamholz als eines der zahlreichen Zeidelgüter im Lorenzer Reichswald genannt. Die beiden Markgrafenkriege von 1449 und 1552 sowie der Dreißigjährige Krieg zogen das Dorf in Mitleidenschaft. Bis zum Jahre 1648 überlebten nur 2/3 der Bewohner den Krieg.
- Ab 1846 wurden die Höfe freieigener Besitz von 4 Bauern, 28 Köbler- und 6 Söldengütlern.
- 1900 hatte Laufamholz 1023 Einwohner. Während des Zweiten Weltkrieges – insbesondere am 28./29. August 1943 – Verluste und Schäden durch Bombenangriffe; 70 % der Gebäude wurden zerstört.
- 1972 kam der Gemeindeteil Freiland von Schwaig zu Laufamholz. Im 750-jährigen Jubiläumsjahr 2006 hatte Laufamholz 7811 Einwohner.[19]

## Religion
Der Ort ist seit der Reformation überwiegend protestantisch. Die Einwohner evangelisch-lutherischer Konfession sind nach Heilig Geist gepfarrt, die Einwohner römisch-katholischer Konfession sind nach St. Karl Borromäus gepfarrt.

## Sehenswürdigkeiten

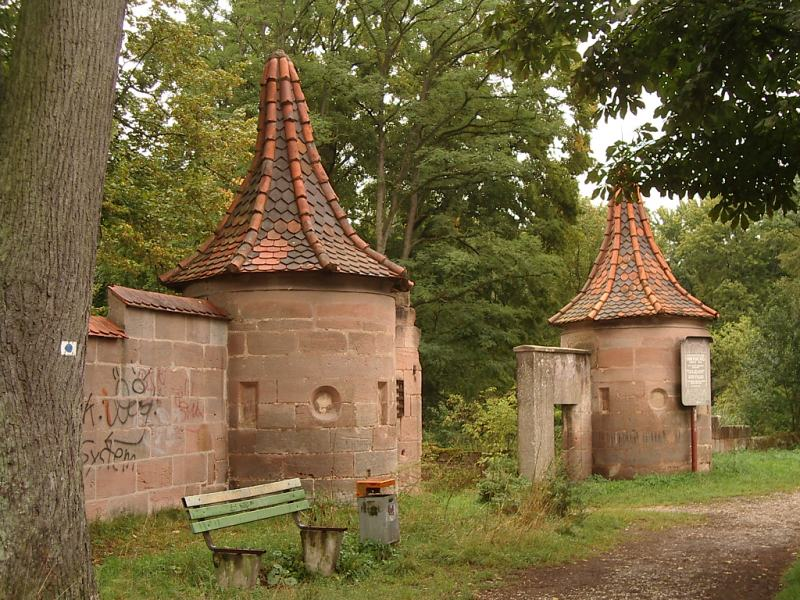
Oberbürg von Südwesten, 12. September 2004

### Schlossruine Oberbürg
Im 13. Jahrhundert als Wasserschloss gebaut, war Oberbürg einer der zahlreichen Patrizier-Landsitze, die für Nürnberg typisch sind. Im Zweiten Weltkrieg brannte Oberbürg 1943 bei einem Luftangriff aus. Von der Seite nach Laufamholz zu sieht es wie eine kleine Burg aus; die Bauherrn hatten es mit Mauer und Wassergraben und zwei kleinen flankierenden Türmen am Eingang versehen.

### Herrenhaus Laufamholz
Das Schloss (Moritzbergstraße 50/52), ein zweigeschossiger Sandsteinbau mit volutengeziertem Satteldach, entstand im 18. Jahrhundert. Eine Kartusche im Westgiebel nennt das Jahr 1724. Es ging 1877 in Staatsbesitz über und dient seitdem als Forsthaus.

### Industriegut Hammer

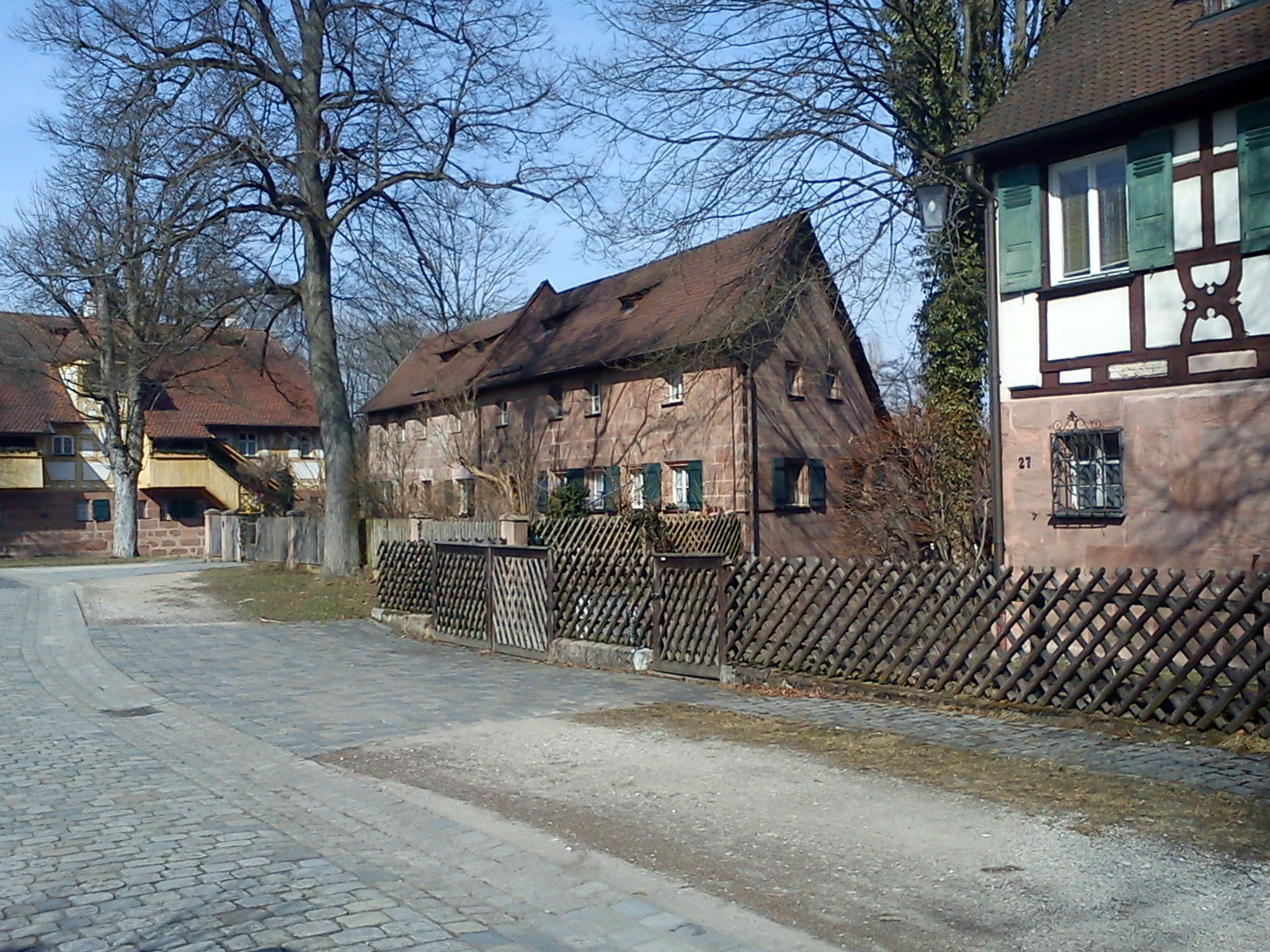
Industriegut Hammer

In Nürnberg gab es bereits vor der Industrialisierung architektonische Ausprägungen industrieller Entwicklungen. So weisen beispielsweise die Satzingermühle in Mögeldorf und die Hammerwerke in Hammer bei Laufamholz bereits auf erste Entwicklungen der späteren Industrialisierung hin. Bereits 1537 wurden Kupfer- und Eisenhammer zu einem Messinghammer umgewandelt. 1807 wurde hier Johann Gabriel Friedrich Poppel geboren. Am 1. April 1938 wurde Hammer gemeinsam mit Laufamholz, Mühlhof, Oberbürg und Unterbürg in die Stadt Nürnberg eingemeindet.
Das im Zweiten Weltkrieg stark beschädigte ehemalige Hammerwerk liegt direkt an der Pegnitz. Hammer wurde restauriert und wird von einem Verein denkmalpflegerisch betreut. Noch während des Zweiten Weltkriegs wurde in Hammer Messingblech hergestellt.
Der Gesamtkomplex besteht heute aus der Ruine des Herrenhauses, das infolge von Bombenangriffen zerstört wurde, einem Gasthaus, dem Uhrenhaus sowie Wohnhäuser für Arbeiterfamilien. Von der ursprünglichen Befestigung des Industrieguts sind noch Mauern, eine Tordurchfahrt und Wehrtürme erhalten geblieben. Insgesamt vermittelt die Anlage einen einheitlichen Gesamteindruck.
Im Uhrenhaus, das nach dendrochronologischen Untersuchungen 1554 erbaut wurde, befindet sich ein Museum. Interessierten bietet es eine Ausstellung zur Geschichte des Guts und Informationen zur Industrialisierung. Sehenswert ist ein barocker Obelisk mit Hieroglyphen, der vom früheren Volckamer’schen Gartenanwesen in Gostenhof nach dort versetzt wurde.

## Infrastruktur
Durch den Stadtteil verläuft von West nach Ost die an der Ringstraße beginnende Staatsstraße 2241 (Nürnberg – Hiltpoltstein) als Laufamholzstraße, die Laufamholz mit der A 3 an der Anschlussstelle Nürnberg-Mögeldorf verbindet.
An der von Ost nach West verlaufenden Bahnstrecke Nürnberg – Schwandorf liegt der Haltepunkt Nürnberg-Laufamholz, der von der S-Bahnlinie 2 (S 2) Roth – Nürnberg Hbf – Hartmannshof bedient wird.
Im Nahverkehr wird Laufamholz durch die Stadtbuslinie 40 erschlossen, die mit mehreren Haltestellen den Stadtteil mit den Straßenbahnlinien 5 und 11 an der Haltestelle Mögeldorf (am Mögeldorfer Plärrer) verknüpft und als Umlandlinie auch nach Schwaig bei Nürnberg und Behringersdorf führt.

## Persönlichkeiten
- Ann-Helena Schlüter (* 14. Februar 1976 in Nürnberg[23][24]), schwedisch-deutsche Pianistin, Organistin, Musikpädagogin, Komponistin, Buchautorin, Lyrikerin und Malerin, wurde in Laufamholz getauft.